# Przełęcz Zwardońska
Die Przełęcz Zwardońska ist ein Gebirgspass im Süden der polnischen Woiwodschaft Schlesien zwischen den Schlesischen Beskiden und den Saybuscher Beskiden. Der Pass liegt in der  Gemeinde Zwardoń und verbindet das Tal der Soła mit dem Tal der Kysuca. Der Pass ist 675 m ü.N.N. hoch. Der Pass ist nach dem Ort Zwardoń benannt.

## Tourismus
- Über den Pass führt die Schnellstraße S1 und die Eisenbahnstrecke Katowice–Zwardoń–Skalité–Čadca. Vor dem Beitritt Polens und der Slowakei zum Schengenraum befanden sich hier Grenzübergänge.